# NGC 1262
NGC 1262 es una galaxia espiral intermedia localizada en la constelación de Eridanus.  NGC 1262 es el objeto más distante del Nuevo Catálogo General a una distancia de 1,5 gigaaños luz o con un desplazamiento al rojo de Z=0,115660 la velocidad de la luz. NGC 1262 tiene un diámetro aproximado de 380 mil años luz, es decir, tiene más de tres veces el diámetro de la Vía Láctea. Este objeto fue descubierto por Francis Leavenworth el 12 de noviembre de 1885.